# Opipeuterella
Opipeuterella är ett utdött djursläkte som var samtida med bland annat Opabinia och Anomalocaris.  Opipeuterella tillhör understamen trilobiter, och kallades tidigare Opipeuter
1. ↑  

RICHARD A. FORTEY (2005) OPIPEUTERELLA, A REPLACEMENT NAME FOR THE TRILOBITE OPIPEUTER FORTEY, 1974, PREOCCUPIED Journal of Paleontology 79(5):1036-1036. 2005 doi: 10.1666/0022-3360(2005)079[1036:OARNFT]2.0.CO;2